# J0005-0006
J0005-0006 (również QSO J0005-0006) – kwazar znajdujący się w gwiazdozbiorze Erydanu w odległości około 13 miliardów lat świetlnych od Ziemi.
Kwazar J0005-0006 wraz z QSO J0303-0019 są najmniejszymi kwazarami jakie udało się zaobserwować. Każdy z nich jest powiązany z supermasywną czarną dziurą o masie przekraczającej 100 milionów mas Słońca. Typowa masa wyznaczona dla innych kwazarów znajdujących się w podobnej odległości wynosi kilka miliardów mas Słońca. 
Oba kwazary zostały po raz pierwszy zaobserwowane w programie Sloan Digital Sky Survey oraz w danych zebranych przez teleskop rentgenowski Chandra, jednak dopiero obserwacje prowadzone w paśmie podczerwonym przez teleskop Spitzera zwróciły uwagę naukowców. Astronomowie prowadzący badania obu kwazarów uważają, że powstały one mniej niż miliard lat po Wielkim Wybuchu, w czasie kiedy pył we wszechświecie dopiero powstawał. Wcześniej, młody wszechświat nie zawierał żadnych cząsteczek, które mogłyby tworzyć pył. Niezbędne składniki pojawiły się dopiero później, w czasie gdy pierwsze gwiazdy wyrzucały w przestrzeń niezbędne pierwiastki. 
W trakcie badań grupy 20 kwazarów dostrzeżono zależność, wskazującą na to, że ilość pyłu obecnego w kwazarze rośnie wraz ze wzrostem masy jego czarnej dziury, a co się z tym wiąże również wieku kwazara. Ponieważ J0005-0006 i J0303-0019 mają najmniejsze masy, należą zatem do grupy najmłodszych kwazarów, powstałych jeszcze w czasie, gdy wszechświat był pozbawiony pyłu.